# Автошлях Т 1639
Автошля́х Т 1639 — колишній автомобільний шлях територіального значення в Одеській області. Проходив територією Подільського району через станцію Чубівка — станцію Мардарівка. Загальна довжина — 19,7 км.

## Маршрут
Автошлях проходить через такі населені пункти:
| Автошлях Т 1639    |         |
| Одеська область    |         |
| Подільський район  |         |
| Станція Чубівка    | Р33     |
| Чубівка            |         |
| Новоселівка        |         |
|                    | E584М13 |
| Петрівка           |         |
| Мардарівка         |         |
| Станція Мардарівка | Т 1646  |